# Jean Jacoby
Jean Lucien Nicolas Jacoby (26. března 1891 Lucemburk – 9. září 1936 Mylhúzy) byl lucemburský malíř a grafik, zaměřený na sportovní tematiku.
Vyrůstal v Molsheimu, absolvoval École des Beaux-Arts ve Štrasburku, pracoval jako učitel výtvarné výchovy, kostelní malíř, propagační výtvarník, grafik v tiskárně Imprimerie Strasbourgeoise a od roku 1926 byl ilustrátorem v berlínském nakladatelství Ullstein Verlag. Hrával také amatérsky fotbal za Tennis Borussia Berlin. Po nástupu nacistů k moci odešel z Německa a pracoval pro curyšský týdeník Schweizer Illustrierte.
V roce 1923 získal s kresbou překážkářů první cenu ve výtvarné soutěži vypsané pařížským časopisem L’Auto, v roce 1924 se stal vítězem umělecké soutěže na olympiádě s cyklem sportovních studií a o čtyři roky později prvenství obhájil s kresbou ragbistů. Se ziskem dvou zlatých medailí je historicky nejúspěšnějším účastníkem olympijských uměleckých soutěží, získal také čestné uznání na Letních olympijských hrách 1932.
Jeho manželka Marie Jacobyová byla také malířkou. Zemřel ve věku 45 let na infarkt myokardu. Je po něm pojmenován stadion ve městě Schifflange, před nímž stojí Jacobyho pomník od sochaře Wenzela Profanta. Jeho práce byly také využity na lucemburských poštovních známkách.

## Galerie

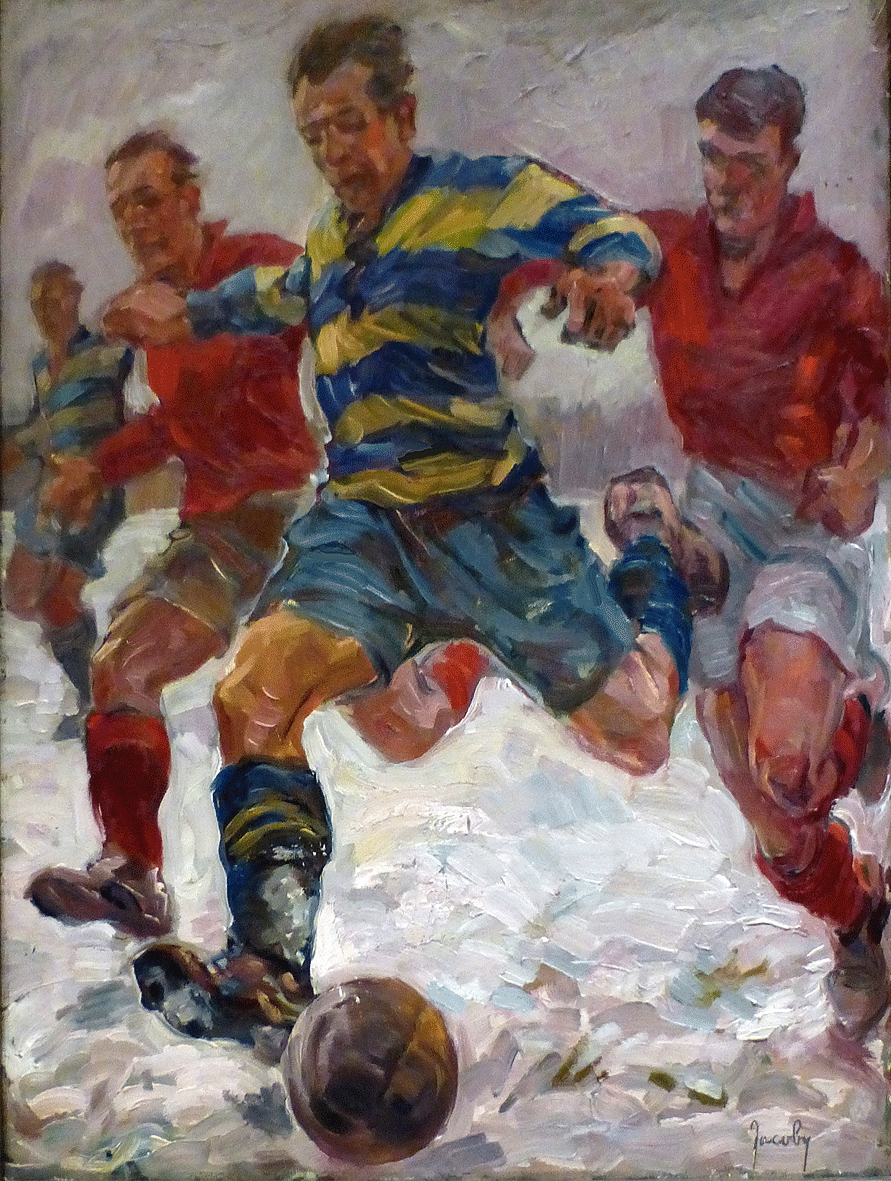
Fotbal
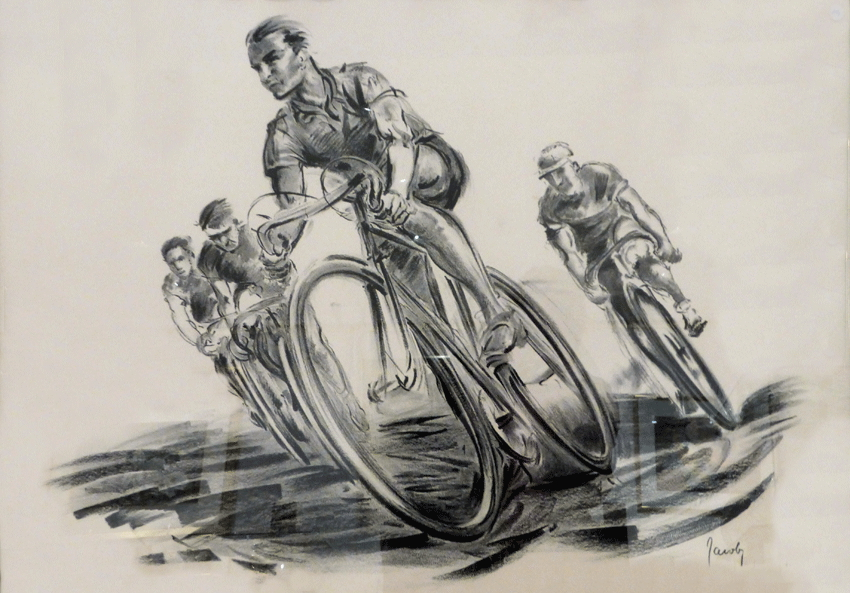
Cyklisté
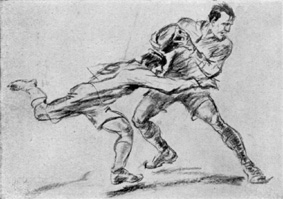
Ragby